# Josef Kahl
Josef Kahl (ur. 31 marca 1913 w Harrachovie,  zm. 23 lutego 1942 we wsi Kamyszły w obecnym Sewastopolu) – czechosłowacki skoczek narciarski, uczestnik Zimowych Igrzysk Olimpijskich 1936 w Garmisch-Partenkirchen.

## Igrzyska olimpijskie
Josef Kahl uczestniczył w Zimowych Igrzyskach Olimpijskich 1936 w Garmisch-Partenkirchen. Na tych igrzyskach wystąpił w zawodach na skoczni normalnej K-80. Zawody ukończył na 29. miejscu wśród 48 zawodników biorących udział w konkursie. Zawody zostały zdominowane przez Norwegów, którzy zajęli trzy miejsca w pierwszej piątce zawodów.
Były to jego jedyne igrzyska w karierze.